# 孫毅 (1904年)
孙毅（1904年5月12日—2003年7月5日），原名孙俊明，号志明，乳名华哥，河北省大城县人。中国人民解放军中将，1955年获一级八一勋章、一级独立自由勋章、一级解放勋章。